# Jan Chvojka
Jan Chvojka, né le 17 décembre 1980, est un homme politique tchèque. Il est ministre des Droits humains et de l'Égalité des chances et président du Conseil législatif entre 2016 et 2017.